# Bouncers
Bouncers is een computerspel voor het platform Mega-CD. Het spel werd uitgebracht in 1994. 